# Badachro
Badachro (Schots-Gaelisch: Bad a' Chrodha) is een vissersdorp in het westen van de Schotse lieutenancy Ross and Cromarty in het raadsgebied Highland, ongeveer 3 kilometer ten zuiden van Gairloch aan de oevers van Loch Gairloch.